# Боровський (Талицький міський округ)
Боровський (рос. Боровской) — селище у складі Талицького міського округу Свердловської області.
Населення — 179 осіб (2010, 270 у 2002).
Національний склад станом на 2002 рік: росіяни — 95 %.